# Multivac

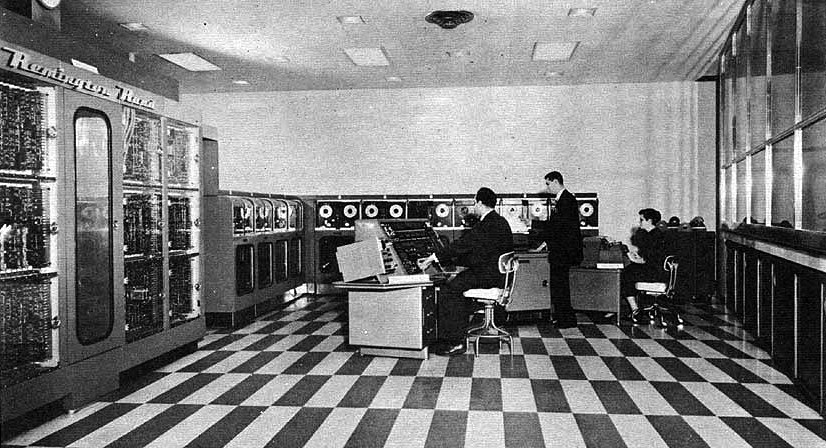
Photographie en noir et blanc d'un ordinateur UNIVAC-.

Multivac est un ordinateur géant dépeint dans de nombreuses histoires de science-fiction d'Isaac Asimov de 1955 à 1979.
Selon son autobiographie In Memory Yet Green, Asimov a inventé ce nom par imitation d'UNIVAC I, premier ordinateur commercial de l'histoire.
Alors qu'au début Asimov avait l'intention que Multivac signifie « Multiple vacuum tubes » (tubes à vide multiples), l'histoire « La Dernière Question » précise que le suffixe « AC » signifie « analog computer » (ordinateur analogique).
Comme pour la plupart des technologies qu'Asimov décrit dans ses fictions, les caractéristiques exactes de Multivac changent selon ses apparitions. Mais dans chacun des cas, c'est un ordinateur utilisé par le gouvernement, enterré profondément dans des souterrains par mesure de sécurité ; cependant, Asimov n'a jamais donné une taille particulière⇔ à l'ordinateur ni décrit les équipements l'entourant. À la différence des intelligences artificielles dépeintes dans Isaac Asimov's Robot Series, l'interface de Multivac est mécanisée et impersonnelle, ses consoles sont complexes et peu d'humains peuvent le faire fonctionner.
Dans la première histoire de Multivac, Le Votant, l'ordinateur choisit un unique « représentant » de la population des États-Unis, que l'ordinateur interroge pour déterminer l'orientation globale du pays. Tous les postes réservés aux élus sont alors remplis par des candidats que l'ordinateur considère acceptables par la population. Asimov a écrit cette histoire comme point culminant ou logique du raisonnement par l'absurde de la capacité de Multivac a prévoir le résultat des élections à partir de petits échantillons de personnes. 